# Kvinna med parasoll framför en hattbutik
Kvinna med parasoll framför en hattbutik (tyska: Frau mit Sonnenschirm vor Hutladen) är en oljemålning av den tyske expressionistiske konstnären August Macke. Den målades 1914 och ingår i Museum Folkwangs samlingar i Essen. 
Macke var en förgrundsgestalt inom det tyska och europeiska konstnärslivet på 1910-talet och uppehöll sig ofta i Paris där han influerades av impressionismen, Henri Matisses fauvism, Pablo Picassos kubism och den italienska futurismen. Inför Kvinna med parasoll framför hattbutik var han också mycket inspirerad av Robert Delaunays färgstarka fönsterbilder ("Les fenêtres simultanées" 1912–1914); han till och med övertygade en släkting att köpa en av dessa målningar. Trots sin fascination för Delaunay hänföll Macke aldrig till abstrakt måleri. Med tiden utvecklade han en självständig expressionism, ytmässigt förenklad och med rena, klara färger. Hans bilder föreställer ofta ansiktslösa modedockslika människor i stads- eller parkmiljö. 
Under en period 1913–1914 var Macke och hans familj bosatta i Hilterfingen vid Thunsjön i Schweiz. I Thuns gamla stad låg den hattbutik som Macke avbildade i den här målningen. Han hade tidigare målat motiv med kvinnor i modebutiker (Großes helles Schaufenster, 1912), men det var framför allt i Schweiz som bilderna på eleganta shoppinggator och dess skyltfönster tillkom (även Modegeschäft, 1913). 
Kvinna med parasoll framför hattbutik förvärvades 1920 av Kunstmuseum Essen som 1922 döptes om till Museum Folkwang. Den konfiskerades av nazisterna 1937 då den ansågs vara "degenererad konst" (entartete Kunst). Med hjälp av medel från staden Essen kunde tavlan återbördas till Museum Folkwang 1953.

## Galleri

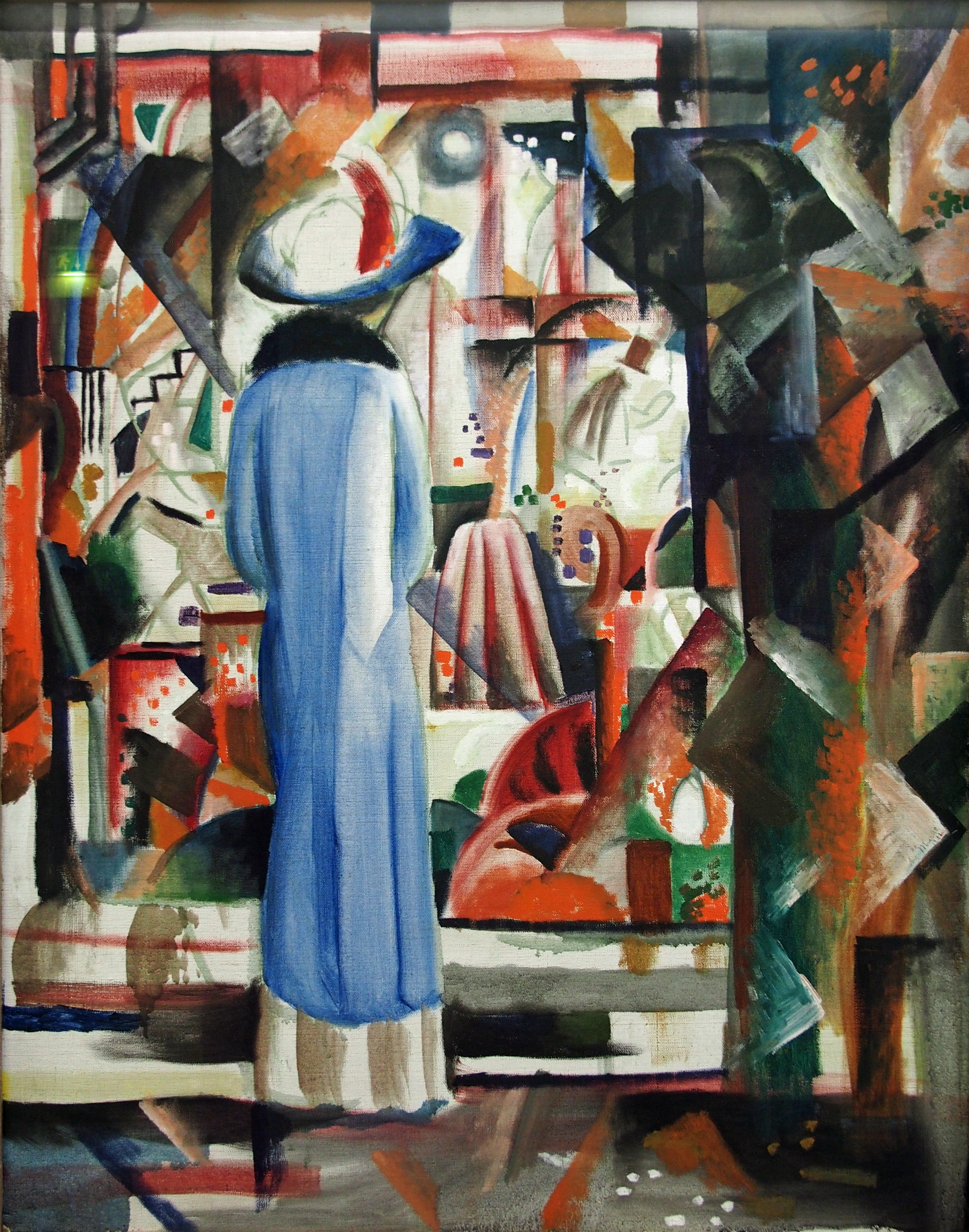
Großes helles Schaufenster (1912), Sprengel Museum.
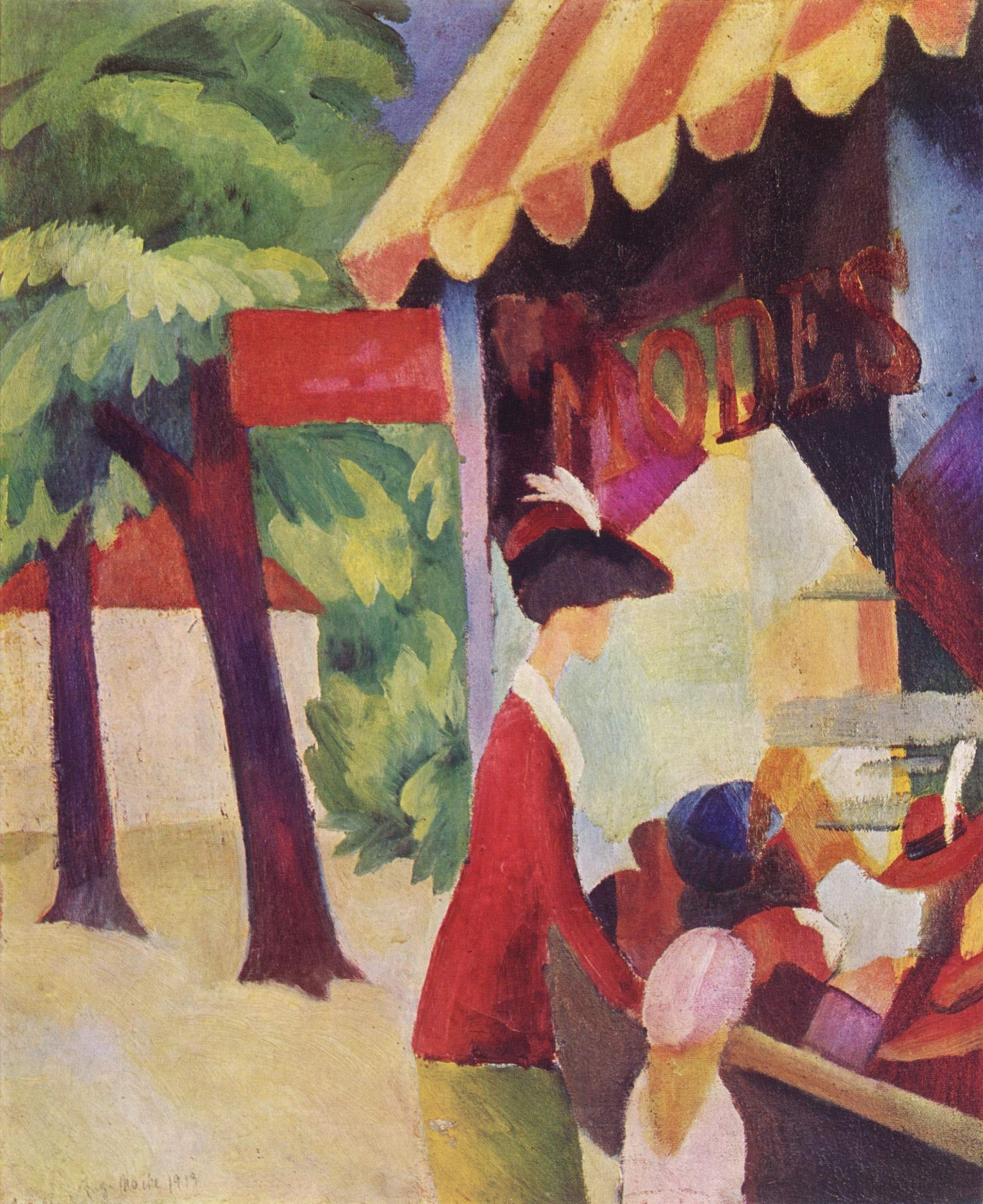
Vor dem Hutladen (Frau mit roter Jacke und Kind) (1913).
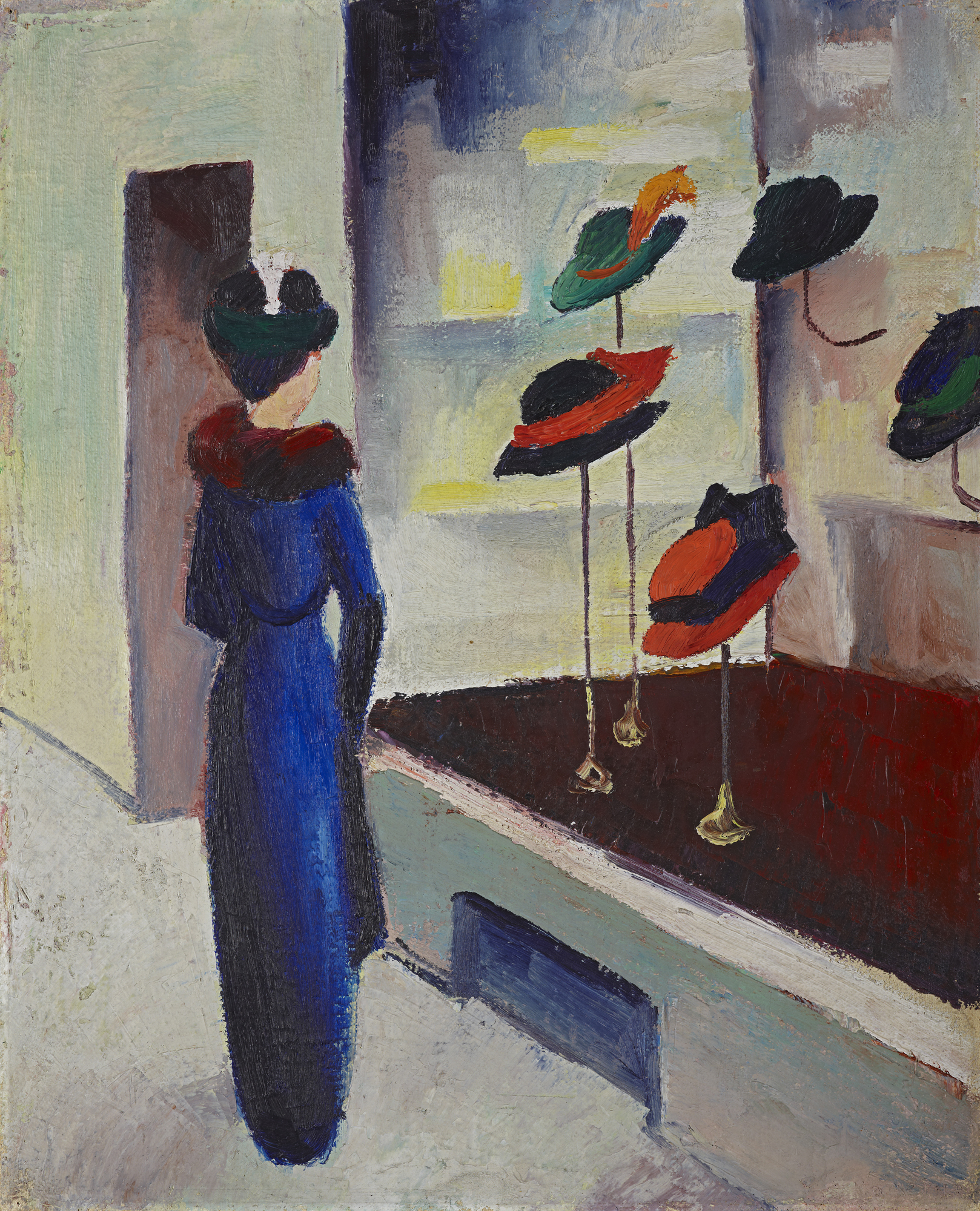
Hutladen (1913), Städtische Galerie im Lenbachhaus.
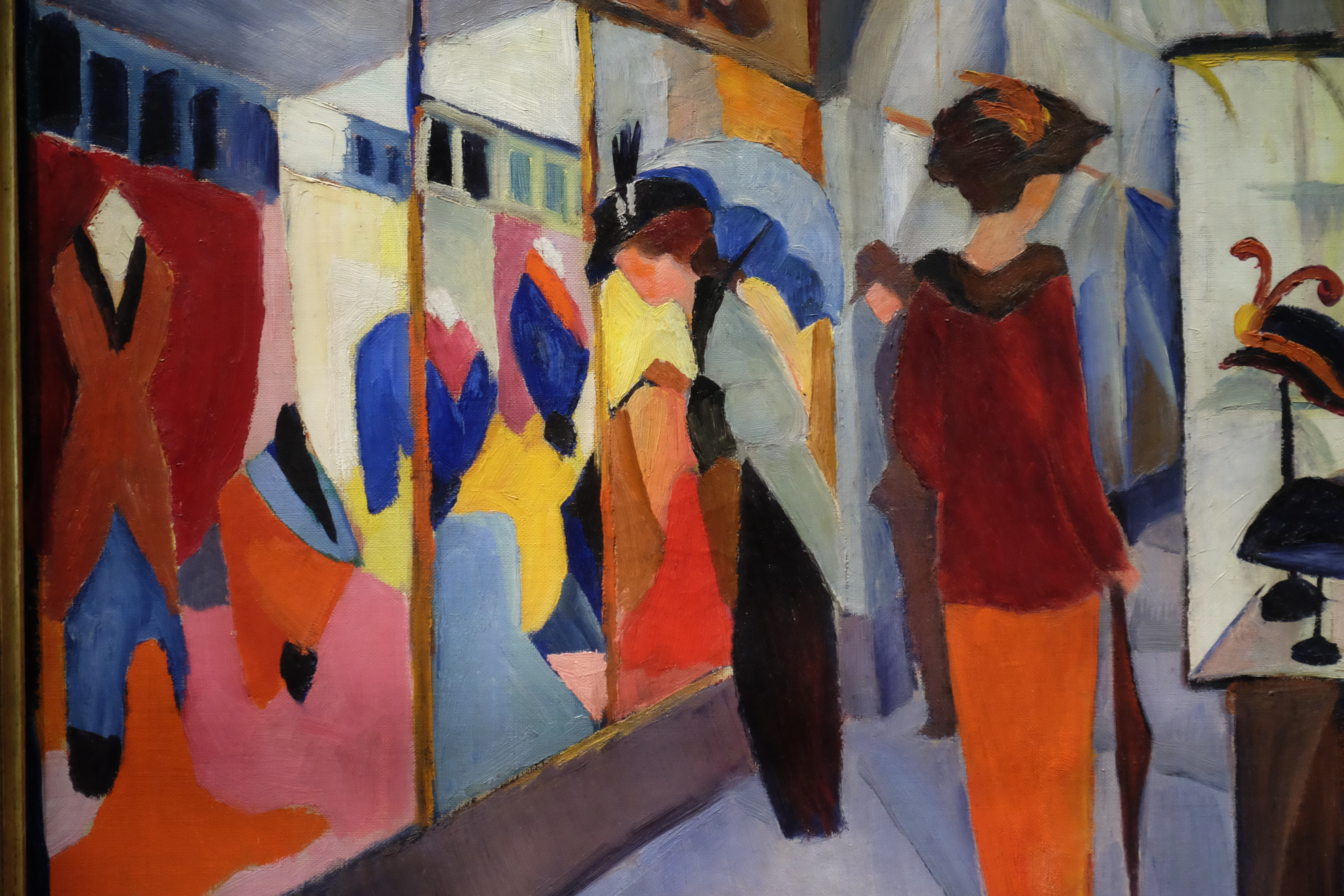
Modegeschäft (1913), LWL-Museum für Kunst und Kultur.
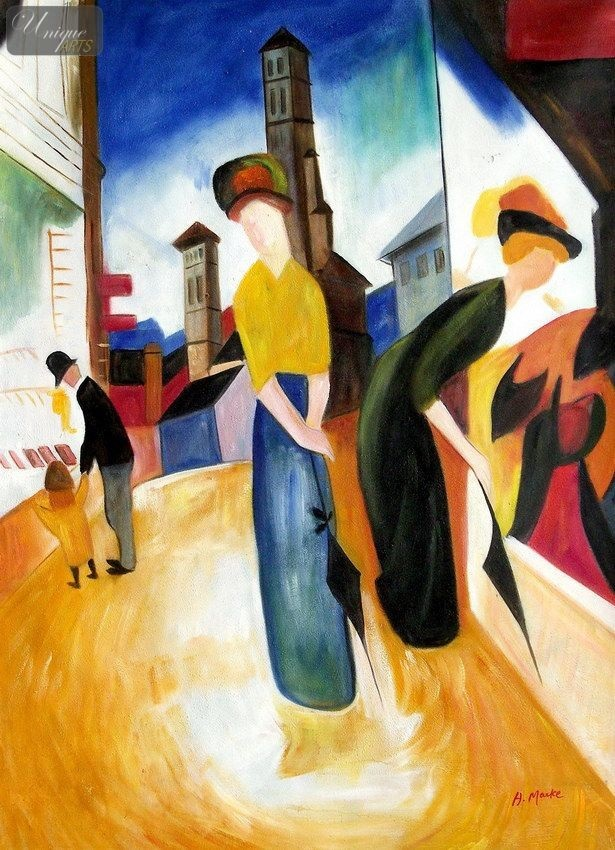
Zwei Frauen vor dem Hutladen (1913–1914).